# Mercado de activos de renta fija privada
Los activos de renta fija se corresponden con un amplio conjunto de valores negociables emitidos por empresas o instituciones públicas y que representan préstamos que estas entidades reciben de los inversores. La renta fija no concede derechos políticos a su tenedor, sino sólo derechos económicos. Además en caso de liquidación del emisor, los poseedores de estos títulos tienen prioridad frente a los accionistas.
Clases de títulos:
- Pagarés de empresa: Valores de renta fija negociables, con vencimiento a corto plazo y emitidos típicamente al descuento por grandes empresas.
- Bonos y obligaciones: Títulos de renta fija a medio y largo plazo emitidos por las empresas. Sus características varían considerablemente de un emisor a otro, e incluso en distintas emisiones de una misma compañía. Los tipos que hay son:
  - Bonos extranjeros (matador): Medio plazo hasta 5 años. Son bonos emitidos en un país en la moneda de ese país, por instituciones extranjeras.
  - Obligaciones convertibles y/o canjeables: A largo plazo, más de 5 años. Incorporan un derecho, el de convertir o canjear obligaciones por acciones (las convertibles exigen la emisión de nuevas acciones, las canjeables no, solamente se intercambian).
  - Bonos subordinados: En un proceso de liquidación de una empresa, estos bonos tienen preferencia de cobro, luego de las deudas ordinarias.
  - Bonos indexados: Dependen del rendimiento de un índice bursátil.
- Títulos hipotecarios: Títulos emitidos por las entidades que conceden financiación hipotecaria (banca, cajas de ahorro, CECA, cooperativas de crédito y EFC) y que presentan características especiales. Permiten movilizar la cartera de préstamos hipotecarios.
  - Cédulas hipotecarias: Garantizados por la totalidad de los créditos hipotecarios del emisor. Límite del 90 % de la suma de los capitales no amortizados de todos los créditos hipotecarios de la entidad, aptos para servir de cobertura.
  - Bonos hipotecarios: Garantizados por el crédito o créditos hipotecarios vinculados a su emisión. Límite del 90 % del valor de los créditos afectados a su emisión. Vencimiento y tipo de interés no superior al de los créditos vinculados.
  - Participaciones hipotecarias: participación en todo o en parte de uno (o varios) créditos hipotecarios (cesiones de parte de esos créditos hipotecarios). Cada uno representa una participación en un crédito particular, y el plazo y tipo de interés no son superiores a los de los créditos que participan. El emisor de las participaciones conserva la custodia y la administración del crédito hipotecario y su titularidad parcial.
- Activos titularizados: Activos generados del proceso de titularización. La titularización es un proceso que implica el empaquetamiento de los flujos financieros de determinados activos financieros, para su posterior venta como títulos a los inversores.

- Datos: Q6010606